# Недєлін Вадим Серафимович
Вади́м Серафи́мович Недє́лін (4 травня 1928 — 15 липня 1993) — радянський військовий діяч, командувач 43-ю ракетною армією РВСП, генерал-полковник (1982). Кандидат у члени ЦК КПУ в 1976—1986 роках. Депутат Верховної Ради УРСР 10-го скликання.

## Біографія
Народився 4 травня 1928 року в місті Борисоглєбську Воронезької області. У 1945—1946 роках працював помічником тракториста, лісорубом в Уфимському районі Башкирської АРСР.
З 1946 року служив у Радянській армії.
Член ВКП(б) з 1947 року.
У 1949 році закінчив Одеське артилерійське училище імені М. В. Фрунзе. Військову службу розпочав в артилерійських частинах Сухопутних військ Ленінградського військового округу.
Закінчив Військову артилерійську командну академію (1957) та Військову академію Генштабу (1970).
В РВСП з 1960 року: командир дивізіону; командир ракетного полку.
У 1967–1968 роках — заступник командира 33-ї гвардійської ракетної дивізії (м. Мозир).
Командир 32-ї ракетної дивізії (м. Постави); заступник командувача 50-ї ракетної армії з бойової підготовки; перший заступник командувача 50-ї ракетної армії (м. Смоленськ).
У 1975–1982 роках — командувач 43-ї ракетної армії (місто Вінниця).
У 1982–1991 роках — заступник Головнокомандувача ракетними військами по військово-навчальних закладах — начальник військово-навчальних закладів Ракетних військ.
Помер 15 липня 1993 року в Москві. Похований на Троєкурівському цвинтарі.

## Нагороди
- Орден Леніна (1978);
- Орден Жовтневої Революції (1985);
- Орден Червоної Зірки (1974);
- Орден Трудового Червоного Прапора (1968);
- Орден «За службу Батьківщині в Збройних Силах СРСР» 3-го ступеня (1990);
- Медалі.

## Родина
Батько — Недєлін Серафим Іванович (1903–1965) — радянський вчений-економіст, кандидат економічних наук був рідним братом Головнокомандуючого РВСП, Героя Радянського Союзу, головного маршала артилерії Недєліна Митрофана Івановича (1902–1960).